# Scarabaeus namibicus
Scarabaeus namibicus là một loài bọ cánh cứng trong họ Bọ hung (Scarabaeidae).